# Лазарево (Абанский район)
Лазарево — деревня в Абанском районе Красноярского края России. Входит в состав Долгомостовского сельсовета.

## История
Деревня Лазарева была основана в 1900 году. По данным 1929 года в деревне имелось 139 хозяйств и проживало 677 человек (в основном — русские). Административно деревня являлась центром Лазаревского сельсовета Абанского района Канского округа Сибирского края.

## География
Деревня находится в юго-восточной части района, на правом берегу реки Черчет, примерно в 44 км (по прямой) к востоку-северо-востоку (ENE) от посёлка Абан, административного центра района. Абсолютная высота — 266 метров над уровнем моря.

## Население
| 1926 | 1989 | 2002 | 2010 |
| ---- | ---- | ---- | ---- |
| 677  | ↘283 | ↘225 | ↘146 |

Гендерный состав
По данным Всероссийской переписи населения 2010 года 75 мужчин и 71 женщина из 146 чел.
Национальный состав
Согласно результатам переписи 2002 года, в национальной структуре населения русские составляли 95 %.

## Инфраструктура
В деревне функционирует фельдшерско-акушерский пункт.

## Улицы
Уличная сеть деревни состоит из 2 улиц.